# Tomiiči Murajama
Tomiiči Murajama (* 3. března 1924 Óita) je japonský politik. V letech 1994–1996 byl premiérem Japonska. Byl prvním sociálnědemokratickým premiérem v poválečné historii země.
Ve funkci premiéra, roku 1995, musel čelit rozsáhlému zemětřesení v Kóbe i kritice, že jeho kabinet na neštěstí nezareagoval dostatečně rychle. Krátce na to zaútočila sekta Óm šinrikjó sarinem v tokijském metru. U příležitosti padesátého výročí druhé světové války pronesl dosud nejzásadnější omluvu Japonska za zločiny v této válce. Z politiky odešel roku 2000.